# Islands (album, King Crimson)
Islands je čtvrté album britské rockové skupiny King Crimson. Vyšlo v prosinci 1971 (viz 1971 v hudbě) a v britském žebříčku prodejnosti hudebních alb se umístilo nejlépe na 30. místě. Jedná se o poslední desku skupiny, jejíž texty napsal Peter Sinfield.

## Popis alba a jeho historie
Nová sestava King Crimson, vzniklá počátkem roku 1971, se na jaře toho roku vydala na první turné skupiny od roku 1969. Postupně se začal vytvářet nový repertoár částečně ale vycházející z předchozí tvorby skupiny. Skladby na album Islands, celkově ovlivněné orchestrální spoluprací Milese Davise s Gilem Evansem, byly nahrány na podzim roku 1971. Na desce se nachází čtyři písně napsané společně Robertem Frippem a Peterem Sinfieldem a dvě Frippovy instrumentálky.
Po úvodní desetiminutové „Formentera Lady“ přichází instrumentální „Sailor's Tale“ s neobvyklým propojením mellotronu a Frippovy elektrické kytary. Následující píseň „The Letters“ vznikla úpravou skladby „Drop In“, již King Crimson hráli na koncertech během roku 1969. Úvod druhé strany gramofonové desky obstarává rhythm and bluesová „Ladies of the Road“ s vokálními harmoniemi inspirovanými The Beatles. Instrumentálka „Prelude: Song of the Gulls“ je jediným pokusem King Crimson se smyčcovou sekcí. Album uzavírá nejdelší, titulní dvanáctiminutová skladba „Islands“ se skrytou stopou, kterou tvoří krátká nahrávka hlasů hudebníků v nahrávacím studiu.
Přebal desky je tvořen obrázkem mlhoviny Trifid v souhvězdí Střelce. Původní americké a kanadské vydání mělo na přebalu malbu Petera Sinfielda se znázorněnými ostrovy („islands“).
Nedlouho po vydání Islands odešel ze skupiny Peter Sinfield, zbytek hudebníků pokračoval nadále do poloviny roku 1972 v hraní.

## Seznam skladeb
Všechny skladby napsal(i) Robert Fripp a Peter Sinfield, pokud není uvedeno jinak. 
| Strana 1 | Strana 1        | Strana 1 | Strana 1 |
| Pořadí   | Název           | Autor    | Délka    |
| -------- | --------------- | -------- | -------- |
| 1.       | Formentera Lady |          | 10:14    |
| 2.       | Sailor's Tale   | Fripp    | 7:21     |
| 3.       | The Letters     |          | 4:26     |

| Strana 2       | Strana 2                   | Strana 2       | Strana 2 |
| Pořadí         | Název                      | Autor          | Délka    |
| -------------- | -------------------------- | -------------- | -------- |
| 1.             | Ladies of the Road         |                | 5:28     |
| 2.             | Prelude: Song of the Gulls | Fripp          | 4:14     |
| 3.             | Islands                    |                | 11:51    |
| Celková délka: | Celková délka:             | Celková délka: | 43:34    |

## Obsazení
- King Crimson
  - Robert Fripp – kytara, mellotron, pedálové harmonium
  - Boz Burrell – zpěv, baskytara
  - Mel Collins – saxofon, flétna, mellotron
  - Ian Wallace – bicí, perkuse
  - Peter Sinfield – texty
- Keith Tippett – piano
- Robin Miller – hoboj
- Mark Charig – kornet
- Harry Miller – kontrabas
- Paulina Lucasová – vokály